# Dulgubini
I Dulgubini (lat. Dulgubinii) erano uno dei numerosi popoli germanici che abitavano nelle terre prossime al Weser; linguisticamente appartenevano al ramo germanico occidentale.

## Storia
Furono menzionati da Tacito nella sua opera De origine et situ Germanorum. Vivevano nella moderna Germania nord occidentale. Tacito di loro scrisse che abitavano in un territorio che confinava con le popolazioni degli Angrivari e dei Camavi, e che mossero da nord verso i territori che un giorno furono dei Bructeri, tra i fiumi Ems, Lippe e Weser. Nella stessa regione dei Dulgubini vi erano, oltre ai Camavi and Angrivari, anche i Casuari, oltre ai quali lungo la costa del Mare del Nord vi erano i Cauci, che si posizionerebbero ad est dei Dulgubini. Questi ultimi Tacito sembra li posizioni nei pressi del Weser.
I Dulgubini di Tacito sono probabilmente gli stessi menzionati da Claudio Tolomeo nella sua Geografia, ovvero i Doulgoumnioi della stessa region. Tolomeo scriveva che abitavano i territori vicini al fiume Elba, più ad est rispetto alla posizione descritta da Tacito, in un'area associata invece ai Cauci. Sono inoltre descritti abitare vicini ai Laccobardi (Langobardi) che si trovavano a sud degli stessi, mentre i Suebi Angili (Angli) si trovavano a nord degli stessi. Ad ovest si trovavano gli Angrivari, nei pressi del Weser, e quindi i Chamae (Camavi), tra Ems e Weser, a nord dei Bructeri who che si trovavano vicini al Reno.
In Tolomeo poi i Chamae, gli Angrivarii e i Laccobardi avevano come popolo confinante a settentrione i Cauci, i quali abbracciavano buona parte della costa tra Elba ed Ems.